# Skandinavialoppet
Der Skandinavialoppet war eine Zusammenarbeit verschiedener Radsportveranstalter in Skandinavien, die Radmarathons veranstalten. Wer innerhalb von drei Jahren mindestens drei teilnehmende Radsportveranstaltungen erfolgreich absolvierte, bekam auf Antrag eine Urkunde. Wer mindestens fünf verschiedene Rennen absolvierte, erhielt eine Medaille. Für Frauen wurden entsprechend kürzere Touren angeboten, weil davon ausgegangen wurde, dass nur wenige Frauen diese langen Etappen fahren können.
Teilnehmende Radsportveranstaltungen waren:
- Vätternrundan, Schweden, 300 km
- Vänern Runt, Schweden, 550 km
- Telemark Tours, Norwegen, 252 km
- Styrkeprøven, Norwegen, 540 km
- Själland Rundt, Dänemark, 292 km
- Nordjylland Rundt, Dänemark, 250 km
- Pirkan Pyöräily, Finnland, 217 km
- Myllyloppet, Finnland, 235 km

Für Frauen galten die sogenannten Skandinavian Lady Tours:
- Monica Tour, Norwegen, 80 km
- Töse Runden, Dänemark, 90 km
- Tjejvättern, Schweden, 90 km
- Tjej-Pirkka, Finnland, 70 km
- Hilda-Trampen, Schweden, 44 km